# Río Sangha
El río Sangha es un río de la parte occidental de África central, un afluente por la margen derecha del río Congo que discurre por la República Centroafricana, Camerún (solo frontera) y la República del Congo. Tiene una longitud de unos 790 km y avena hacia una gran cuenca de 213.400 km² (similar a países como Guyana, Omán o Bielorrusia). Si se considera una de sus fuentes, el sistema fluvial Sangha-Kadéï, llega a los 1.300 km.

## Geografía
El río Sangha nace en la República Centroafricana cerca de la pequeña ciudad de Nola (29.181 hab. en 2003), de la confluencia de dos largos ríos, el río Kadéi (que tiene sus fuente en el Camerún) y el río Mambéré (que también nace en la República Centroafricana). El Sangha se encamina en dirección sur, y tras pasar por las pequeñas localidades de Sango, Bayanga y Lidjombo, llega a un tramo en el que será frontera natural: primero, un corto tramo, hasta llegar a Bomassa, entre Camerún y la República Centroafricana; y luego otro tramo, también corto, entre Camerún y la República del Congo, que finaliza al recibir por la derecha a su principal afluente, el río Ngoko, cerca de la ciudad de Ouesso. Ouesso es una pequeña ciudad congoleña con una población estimada en 2005 de 24.300 hab., capital de la región de Sangha que está unida a Brazzaville mediante ferry y en la que hay un pequeño aeródromo.
Sigue el Sangha en dirección sursureste, entrando en el Congo y corriendo por una zona de selva pantanosa hasta desaguar por la derecha en el río Congo, aguas arriba de Loukefela.
El río discurre en su mayor parte por la selva umbrófila, la ecorregión de la selva pantanosa del Congo occidental. 
El Sangha sirve para el transporte fluvial de troncos de madera de las explotaciones forestales en la cuenca del Congo hacia Brazzaville. 
En la época colonial de los buscadores de diamantes franceses se encontró en las orillas del río un cráneo humano datado de hace alrededor de 1 millón de años, lo que indica que la selva congoleña fue una vez una sabana habitada. 

### Afluentes
El río Sangha tiene dos fuentes que confluyen en la ciudad centroafricana de Nola:
- el río Kadéï, que confluye por la derecha;
- el río Mambéré, que confluye por la izquierd;a

Los principales afluentes del Sangha, en dirección aguas abajo, son los siguientes ríos:
- río Lobeke, por la margen derecha;
- río Ngoko, por la margen derecha, con sus fuentes el río Dja (720 km) y el río Boumba, que confluye justo aguas arriba de la ciudad de Ouesso;
- río Ndoki, por la margen izquierda;
- río Likouala-aux-Herbes, por la margen izquierda, casi desembocando en la propia confluencia con el Congo;

## Hidrometría
El caudal del río se ha observado durante un período de 37 años (1947-83) en la pequeña ciudad de Ouesso, situada a unos 400 km de su confluencia con el río Congo.
En Ouesso, el caudal medio anual observado durante ese período fue de 1.662 m³/s, considerando una superficie drenada de 158.350 km², más del 70% de la cuenca del río. La lámina de agua que fluyó en la cuenca fue de 331 mm al año, que puede considerarse relativamente alta, pero bastante normal en la cuenca del Congo. 
El río Sangha es un río caudaloso, bien alimentado en todas las estaciones y bastante regular. El caudal medio mensual observado en febrero y marzo, meses de aguas bajas, alcanza los 876 m³/s, cuatro veces menos que la media de los meses de octubre y noviembre (meses de crecidas), lo que muestra una reducida irregularidad estacional. En el período de observación de 37 años el caudal mínimo mensual fue de 380 m³/s (en marzo), mientras que el máximo fue de 4.290 m³/s (en noviembre).
| Caudal medio mensual del Sangha en la estación hidrométrica de Ouesso (Datos calculados en 37 años, 1947-83, en m³/s) |
| |